# MB&F
MB&F (Maximilian Büsser and Friends) es una empresa suiza de relojes de lujo, una manufactura fundada por Maximilian Busser en julio de 2005 en Ginebra, Suiza. La firma está especializada en series pequeñas de relojes de diseño singular. Sus relojes tienen un estilo futurista y la empresa ha colaborado con otros artistas y relojeros.

## Historia

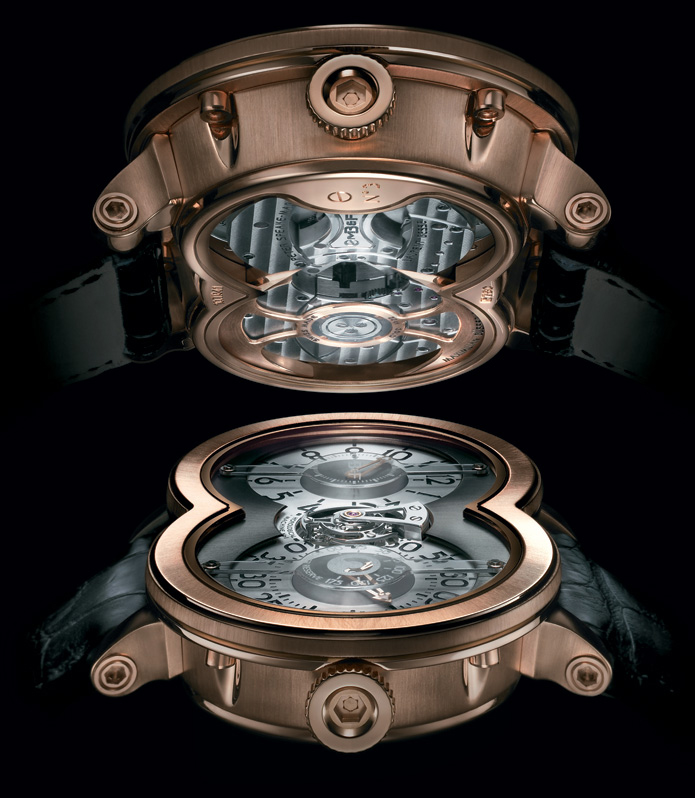
MB&F HM1 en oro rojo

MB&F fue fundada por Maximilian Büsser en julio de 2005 en Ginebra, Suiza. La firma lanzó su primer reloj, el Horological Machine No.1 (HM1) en 2007. Desde entonces (hasta 2021), se han lanzado más de 10 modelos de "máquinas de relojería" singulares. En 2011, la marca presentó el Legacy Machine No.1 (LM1), el primero de una colección de relojes de caja redonda de aspecto más tradicional. En 2012, el reloj LM1 fue galardonado dos veces en el Grand Prix de l'Horlogerie de Genève (GPHG): Mejor reloj masculino y Premio del público.
En 2018, la compañía obtuvo una patente para un mecanismo de calendario perpetuo que se corrige automáticamente al final de los meses con menos de 31 días.
En 2024, Chanel adquirió el 25% de la empresa por un monto no revelado. A pesar de la nueva inversión, Büsser conserva la propiedad mayoritaria con el 60%, mientras que Serge Kriknoff posee el 15% de la compañía.

## Modelos notables
En 2010, el HM4 Thunderbolt recibió el premio al mejor reloj de concepto y diseño del Grand Prix d'Horlogerie de Genève.
En 2012, el Legacy Machine No.1 recibió el premio al mejor reloj masculino y el premio del público en el Grand Prix d'Horlogerie de Genève.

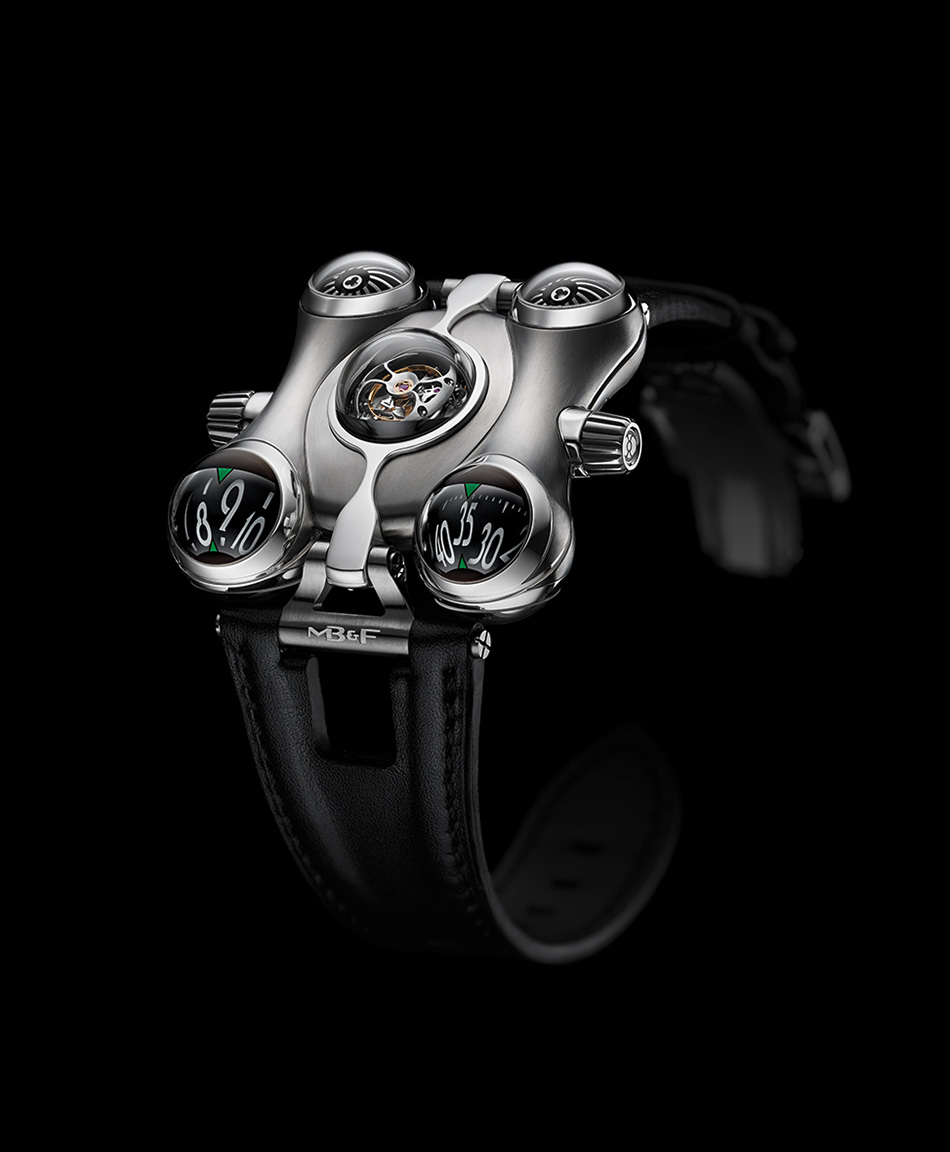
MB&F HM6

El Horological Machine No.6 (HM6) presenta una caja biomórfica redondeada, tourbillon volante bajo una cubierta retráctil y cuerda automática. Muestra horas y minutos en cúpulas de indicación de aluminio semiesféricas separadas, y una corona para abrir/cerrar un escudo volante central. Cuenta con indicaciones de horas y minutos en cúpulas, cuerda automática regulada por turbinas gemelas desarrolladas en exclusiva para el HM6 por MB&F.
En 2015, el Horological Machine No.6 recibió el premio "Red Dot: Best of the Best", el máximo galardón de los premios internacionales Red Dot Awards.
En 2015, MB&F presentó el Legacy Machine Perpetual con una nueva arquitectura de calendario perpetuo. Este reloj posee un volante suspendido de gran diámetro con la tradicional espiral Breguet suspendida sobre la esfera mediante dos arcos gemelos con la complicación completa del calendario perpetuo visible en la pantalla sobre la platina del movimiento. Muestra horas, minutos, día, fecha, mes, año bisiesto retrógrado e indicadores de reserva de marcha. Tiene un calendario perpetuo completamente integrado desarrollado para MB&F por Stephen McDonnell, que presenta una complicación en el lado de la esfera y una arquitectura de sistema de procesador mecánico con mecanismos de seguridad incorporados.
En 2016, el Legacy Machine Perpetual ganó el premio al mejor reloj con calendario en el Grand Prix d'Horlogerie de Genève (GPHG).
En 2018, Maximilian Büsser recibió un premio al emprendimiento del Gaïa Prix.
En 2019, MB&F presentó el primer reloj para mujer de la marca, el LM FlyingT. Cuenta con un movimiento de tourbillon tridimensional central, gran parte del cual es visible sobre la esfera. La hora se muestra en una subesfera inclinada a las 7 en punto. Las horas y los minutos se muestran en una esfera inclinada verticalmente 50°, con dos manecillas onduladas. Su movimiento es una arquitectura vertical tridimensional, con cuerda automática, concebida y desarrollada internamente por Maximilian Büsser and Friends, tourbillon volante central de 60 segundos y reserva de marcha de 100 horas. En 2019, el LM FlyingT ganó el premio a la Mejor Complicación para Mujer en el Grand Prix d'Horlogerie de Genève (GPHG).
En 2020, MB&F lanzó el HM10 Bulldog, que presenta una indicación de reserva de marcha inusual que se muestra mediante la apertura y el cierre de las mandíbulas del "bulldog" en la parte inferior del reloj. Bajo un gran cristal abovedado, un volante central alto oscila entre las cúpulas del indicador de horas y minutos.
En 2022, MB&F presentó el LM Sequential EVO, un cronógrafo dual revolucionario. El movimiento cuenta con dos cronógrafos de rueda de pilares y un pulsador binario "Twinverter" que permite múltiples modos de cronometraje, incluidos cronometraje independiente, cronometraje de fracción de segundo, cronómetro de vuelta secuencial y cronometraje acumulativo de "partida de ajedrez". Este reloj ganó el máximo premio de relojería de 2022, el GPHG "Aiguille d'Or".

## Galería M.A.D.
Büsser creó la primera galería de MB&F, conocida como M.A.D., en 2011 en Ginebra, Suiza. "M.A.D." significa Mechanical Art Devices (dispositivos de arte mecánico). Büsser considera que sus relojes son arte cinético y creó su propia galería de arte para mostrar sus Máquinas Relojeras esculpidas en el contexto del arte mecánico de otros artistas.
Además de Ginebra, ahora hay galerías M.A.D. en Dubái y en Taipéi, y "MB&F Labs" más pequeños en Singapur y París.